# Corruptiezaak bij FIFA

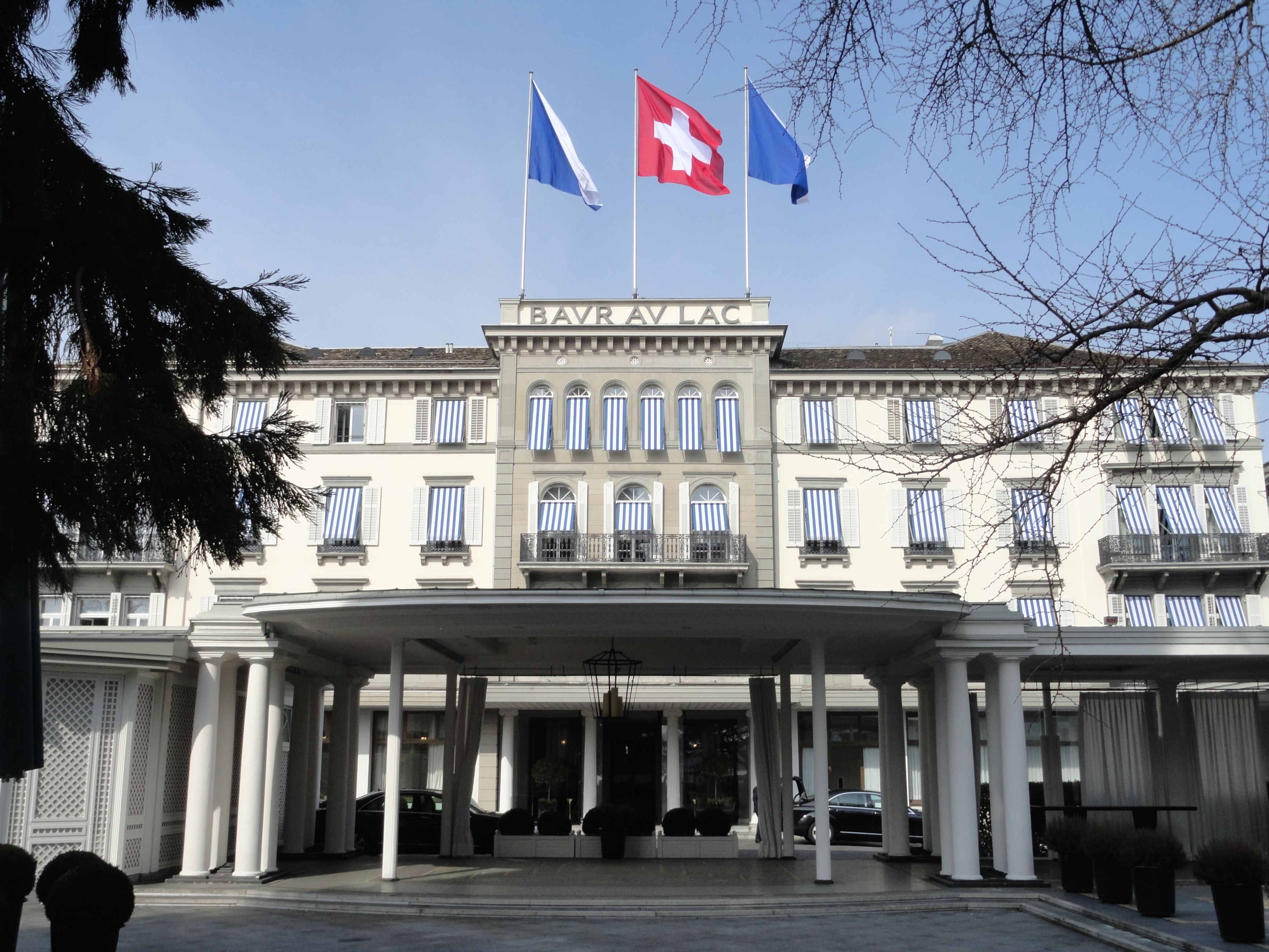
Hotel Baur au Lac, Zürich, waar zeven FIFA-functionarissen zijn opgepakt

Veertien mensen, waarvan er negen verbonden zijn met het bestuursorgaan van het wereldwijde voetbal, FIFA, werden in mei 2015 aangeklaagd door het Amerikaanse Federal Bureau of Investigation (FBI) op verdenking van omkoperij, afpersing en het witwassen in een periode van meerdere jaren. Zeven FIFA-functionarissen werden op 27 mei in hotel Baur au Lac, Zürich, opgepakt. Ze zullen naar verwachting worden uitgeleverd aan de Verenigde Staten, op verdenking van het ontvangen van $150.000.000 aan steekpenningen.
De arrestaties vonden plaats rondom het 65ste FIFA-congres waarbij een nieuwe voorzitter voor de voetbalorganisatie zou worden gekozen. Verschillende voetbalbonden, met name die in Europa, eisten het vertrek van zittend voorzitter Sepp Blatter. Blatter trok zich echter niet terug en versloeg bij de voorzittersverkiezingen zijn tegenkandidaat Prins Ali met 133 van de 209 stemmen. Een paar dagen later kondigde hij alsnog zijn vertrek aan, omdat hij naar eigen zeggen niet de steun had van de volledige voetbalwereld.

## Beschuldigingen
De arrestaties draaien voornamelijk om de verdenking van omkoping, fraude en witwassen bij de toekenning van de media- en marketingrechten voor FIFA-wedstrijden in Amerika en bij de Copa América Centenario in de Verenigde Staten in 2016. Beschuldigingen verwijzen ook naar omkoperij bij sponsoring van voetbalkleding, bij het selectieproces voor het gastland voor het WK in 2010 en bij de presidentsverkiezingen van FIFA in 2011.
De voormalig CONCACAF-functionaris, Chuck Blazer, heeft de FBI geholpen met het onderzoek na zijn geheime schuldbekentenis in een rechtszaak in 2013.

## Gerelateerde ontwikkelingen
Op 21 december schorste de ethische commissie van de FIFA Sepp Blatter en Michel Platini voor acht jaar wegens overtreding van de ethische code. Blatter krijgt ook nog een geldboete van 50.000 Zwitserse frank en Platini moet 80.000 Zwitserse frank betalen. Beiden zijn uitgesloten van alle voetbalgerelateerde activiteiten op nationaal en internationaal niveau.
In mei 2016 werd bekend dat Sepp Blatter en twee andere voormalig bestuurders van de FIFA zich hebben verrijkt met 72 miljoen euro. Het gaat om Jerome Valcke, de voormalig secretaris-generaal van de FIFA, en Markus Kattner, die financieel directeur was van de wereldvoetbalbond. De drie voormalige topbestuurders van de FIFA zouden zichzelf en elkaar jaarlijks forse salarisverhogingen hebben gegeven, WK-premies hebben toebedeeld en andere bonussen onder elkaar hebben verdeeld. Volgens de FIFA was er sprake van een gecoördineerde werkwijze bij het drietal, dat vanwege het omkopings- en corruptieschandaal bij de wereldvoetbalbond eerder al moest opstappen. Al deze financiële toeslagen kwamen niet overeen met de cijfers in de officiële stukken. De FIFA heeft de resultaten van het interne onderzoek aan het Openbaar Ministerie in Zwitserland overhandigd. Ook zal de wereldvoetbalbond de Amerikaanse justitie op de hoogte stellen. Beide instanties doen onderzoek naar de malversaties bij de FIFA.

## Aangeklaagde individuen en bedrijven

### Individuen
| Land                                | Naam              | Positie | Status           | Ref.                       |
| ----------------------------------- | ----------------- | --- | ---------------- | -------------------------- |
| Argentinië Italië                   | Alejandro Burzaco | Algemeen directeur van Torneos y Competencias, een Argentijns sport communicatiebedrijf                                                     | Overgegeven      | [ 4 ] [ 9 ]                |
| Argentinië                          | Hugo Jinkis       | President van het Argentijnse bedrijf Full Play Group S.A.                                                                                  | Overgegeven      | [ 4 ] [ 10 ] [ 11 ]        |
| Argentinië                          | Mariano Jinkis    | Vicepresident van het Argentijnse bedrijf Full Play Group S.A.                                                                              | Overgegeven      | [ 4 ] [ 10 ] [ 11 ]        |
| Brazilië                            | José Hawilla      | Eigenaar en oprichter van de Traffic Group                                                                                                  | Schuldbekentenis | [ 4 ] [ 10 ]               |
| Brazilië                            | José Marguiles    | Secretaries-general van Traffic Sports Brazil                                                                                               | Voortvluchtig    | [ 4 ] [ 10 ]               |
| Brazilië                            | José Maria Marin  | Braziliaans politicus en sportbeheerder die de president van de Braziliaanse voetbalbond was van maart 2012 tot april 2015                  | Gearresteerd     | [ 4 ] [ 10 ]               |
| Colombia Paraguay                   | Nicolás Leoz      | President van de CONMEBOL tussen 1986 en 2013                                                                                               | Gearresteerd     | [ 4 ] [ 10 ]               |
| Costa Rica                          | Eduardo Li        | President van de Costa Ricaanse (FEDEFUT), gekozen lid van het uitvoerend comité van de FIFA, lid van het uitvoerend comité van de CONCACAF | Gearresteerd     | [ 4 ] [ 10 ]               |
| Grenada Trinidad en Tobago          | Daryan Warner     | Zoon van Jack Warner | Schuldbekentenis | [ 4 ] [ 10 ]               |
| Kaaimaneilanden                     | Costas Takkas     | Attaché van de president van de CONCACAF, en voormalig algemeen secretaris van de voetbalbond van de Kaaiman Eilanden                       | Gearresteerd     | [ 4 ] [ 10 ]               |
| Kaaimaneilanden                     | Jeffrey Webb      | President van CONCACAF en de voetbalbond van de Kaaiman Eilanden en FIFA vicepresident                                                      | Gearresteerd     | [ 4 ] [ 10 ]               |
| Nicaragua                           | Julio Rocha López | FIFA-ontwikkelingsfunctionaris, voormalig president van de UNCAF, president van de Nicaraguaanse voetbalbond                                | Gearresteerd     | [ 4 ] [ 10 ]               |
| Trinidad en Tobago Verenigde Staten | Daryll Warner     | Zoon van Jack Warner, voormalig FIFA ontwikkelingsfunctionaris                                                                              | Schuldbekentenis | [ 4 ] [ 10 ]               |
| Trinidad en Tobago                  | Jack Warner       | Voormalig vicepresident van de FIFA en voormalig president van de CONCACAF                                                                  | Borgtocht        | [ 12 ]                     |
| Uruguay                             | Eugenio Figueredo | Voormalig hoofd van de Uruguayaanse voetbalbond, voormalig president en vicepresident van de CONMEBOL                                       | Gearresteerd     | [ 4 ] [ 10 ]               |
| Venezuela                           | Rafael Esquivel   | Lid van het uitvoerend comité van de CONMEBOL en president van de Venezolaanse voetbalbond                                                  | Gearresteerd     | [ 4 ] [ 10 ]               |
| Verenigde Staten                    | Chuck Blazer      | Voormalig secretaris-generaal van de CONCACAF                                                                                               | Schuldbekentenis | [ 4 ] [ 10 ]               |
| Verenigde Staten                    | Aaron Davidson    | Voorzitter van het Raad van Bestuur van de NASL                                                                                             | Borgtocht        | [ 4 ] [ 10 ] [ 13 ] [ 14 ] |

Medio 2019 werd Jack Warner, voormalig vicepresident van de FIFA, door een rechter in New York veroordeeld tot een forse geldboete van US$79 miljoen. De zaak was aangespannen door de CONCACAF, de voetbalbond van Noord- en Centraal-Amerika en het Caribisch gebied waar Warner tot aan zijn schorsing in 2011 de baas was. Warner werd beschuldigd van verduistering en corruptie en werd door de wereldvoetbalbond voor het leven geschorst. Warner is nog op borgtocht vrij in Trinidad en Tobago, maar de Verenigde Staten hebben een uitleveringsverzoek tegen hem uitstaan.

### Bedrijven
| Land                   | Naam                         | Positie                                                                  | Status           | Ref.  |
| ---------------------- | ---------------------------- | ------------------------------------------------------------------------ | ---------------- | ----- |
| Britse Maagdeneilanden | Traffic Sports International | Manager van voetbalevenementen, dochtermaatschappij van de Traffic Group | Schuldbekentenis | [ 4 ] |
| Verenigde Staten       | Traffic Sports USA           | Manager van voetbalevenementen, dochtermaatschappij van de Traffic Group | Schuldbekentenis | [ 4 ] |